# Visite pastorali di Giovanni Paolo II
Durante il suo pontificato, papa Giovanni Paolo II ha viaggiato più di tutti i precedenti papi messi assieme. Oltre ad effettuare 104 viaggi apostolici nel mondo, ha compiuto anche 148 visite pastorali in Italia.

## Lista delle visite
Di seguito la lista completa delle 146 visite pastorali di Giovanni Paolo II in Italia:
1. 29 ottobre 1978: santuario della Mentorella
2. 5 novembre 1978: Assisi
3. 18 maggio 1979: Montecassino
4. 14 agosto 1979: Albano Laziale
5. 26 agosto 1979: Canale d'Agordo, Malga Ciapela, Marmolada di Rocca, Belluno e Treviso (con partenza dall'aeroporto di Roma-Ciampino)
6. 1º settembre 1979: Nettuno
7. 3 settembre 1979: Albano Laziale
8. 8 settembre 1979: Loreto e Ancona (con partenza dall'aeroporto di Roma-Ciampino ed arrivo all'aeroporto di Ancona-Falconara)
9. 9 settembre 1979: Grottaferrata
10. 13 settembre 1979: Pomezia
11. 21 ottobre 1979: Pompei
12. 23 marzo 1980: Castel Santa Maria di Cascia e Norcia
13. 13 aprile 1980: Torino (con partenza dall'aeroporto di Roma-Ciampino)
14. 30 agosto 1980: Assergi, Traforo del Gran Sasso e L'Aquila
15. 7 settembre 1980: Velletri
16. 8 settembre 1980: Frascati
17. 14 settembre 1980: Siena
18. 20 settembre 1980: Montecassino e Cassino
19. 28 settembre 1980: Subiaco
20. 5 ottobre 1980: Galatina e Otranto (con partenza dall'aeroporto di Roma-Ciampino)
21. 25 novembre 1980: Potenza, Balvano ed Avellino (con partenza dall'aeroporto di Roma-Ciampino ed arrivo all'aeroporto di Napoli-Capodichino)
22. 19 marzo 1981: Terni
23. 26 aprile 1981: Orio al Serio, Sotto il Monte e Bergamo (con partenza dall'aeroporto di Roma-Ciampino)
24. 22 novembre 1981: Collevalenza e Todi
25. 12 marzo 1982: Assisi
26. 19 marzo 1982: Rosignano Solvay, Livorno e Santuario di Montenero
27. 18 aprile 1982: Bologna e San Lazzaro di Savena (con partenza dall'aeroporto di Roma-Ciampino ed arrivo all'aeroporto di Bologna-Borgo Panigale)
28. 29 agosto 1982: Rimini
29. 5 settembre 1982: Serra Sant'Abbondio e Monastero di Fonte Avellana
30. 12 settembre 1982: Sarmeola di Rubano e Padova (con partenza dall'aeroporto di Roma-Ciampino)
31. 19 settembre 1982: Albano Laziale
32. 26 settembre 1982: Ghedi, Concesio e Brescia (con partenza dall'aeroporto di Roma-Ciampino)
33. 20 novembre - 21 novembre 1982: Ponte Valle, Belice e Palermo (con partenza dall'aeroporto di Roma-Ciampino ed arrivo all'aeroporto di Palermo-Punta Raisi)
34. 2 gennaio 1983: Rieti e Greccio
35. 19 marzo 1983: San Salvo, Termoli e Pescara
36. 20 maggio - 22 maggio 1983: Milano, Desio, Seregno, Venegono, Monza e Sesto San Giovanni (con partenza dall'aeroporto di Roma-Ciampino)
37. 18 agosto 1983: Palestrina
38. 3 settembre 1983: Anzio
39. 26 febbraio 1984: Bari e Bitonto (con partenza dall'aeroporto di Roma-Ciampino)
40. 27 maggio 1984: Viterbo
41. 16 luglio - 17 luglio 1984: Monte Adamello (con partenza dall'aeroporto di Roma-Ciampino)
42. 12 agosto 1984: Fano
43. 19 agosto 1984: Rocca di Papa
44. 2 settembre 1984: Alatri
45. 5 ottobre - 7 ottobre 1984: Lamezia Terme, Serra San Bruno, Paola, Catanzaro, Cosenza, Crotone e Reggio Calabria (con partenza dall'aeroporto di Roma-Ciampino)
46. 2 novembre - 4 novembre 1984: Milano, Varese, Pavia, Varallo e Arona (con partenza dall'aeroporto di Roma-Ciampino e arrivo all'aeroporto di Milano-Malpensa)
47. 29 dicembre 1984: Grottaferrata
48. 24 marzo 1985: altopiano del Fucino ed Avezzano
49. 11 aprile 1985: Loreto
50. 11 maggio 1985: L'Aia, Utrecht e Maastricht
51. 26 maggio 1985: Salerno
52. 15 giugno - 17 giugno 1985: Vittorio Veneto, Riese Pio X, Treviso, Venezia e Mestre (con partenza dall'aeroporto di Roma-Ciampino)
53. 30 giugno 1985: Atri, Isola del Gran Sasso e Teramo
54. 14 settembre 1985: Albano Laziale
55. 21 settembre - 22 settembre 1985: Genova e Santuario della Madonna della Guardia (con partenza dall'aeroporto di Roma-Ciampino)
56. 18 ottobre - 20 ottobre 1985: Cagliari, Iglesias, Oristano, Nuoro e Sassari (con partenza dall'aeroporto di Roma-Ciampino)
57. 19 marzo 1986: Prato
58. 8 maggio - 11 maggio 1986: Forlì, Cesena, Imola, Faenza, Brisighella, Ravenna e Cervia
59. 9 agosto 1986: Rocca di Mezzo ed altopiano di Piani di Pezza
60. 31 agosto 1986: Anagni
61. 6 settembre - 7 settembre 1986: Aosta, Courmayeur e Monte Bianco (con partenza dall'aeroporto di Roma-Ciampino ed arrivo all'aeroporto di Torino-Caselle)
62. 14 settembre 1986: Aprilia
63. 18 ottobre - 19 ottobre 1986: Fiesole e Firenze
64. 26 ottobre 1986: Perugia
65. 27 ottobre 1986: Assisi
66. 22 febbraio 1987: Chiesa di Santa Chiara a Vigna Clara[1]
67. 19 marzo 1987: Civitavecchia
68. 23 maggio - 25 maggio 1987: San Giovanni Rotondo, Monte Sant'Angelo, Manfredonia, Foggia, San Severo, Lucera, Troia, Bovino, Ascoli Satriano e Cerignola (con partenza dall'aeroporto di Roma-Ciampino ed arrivo all'aeroporto di Foggia-Amendola)
69. 8 luglio - 14 luglio 1987: Lorenzago di Cadore, San Pietro di Cadore e Fortogna (con partenza dall'aeroporto di Roma-Ciampino ed arrivo all'aeroporto di Treviso-Sant'Angelo)
70. 2 settembre 1987: Rocca di Papa
71. 5 settembre 1987: Albano Laziale
72. 7 settembre 1987: Grottaferrata
73. 16 aprile - 17 aprile 1988: Verona (con partenza dall'aeroporto di Roma-Ciampino)
74. 1º maggio 1988: Castel Sant'Elia, Civita Castellana e Nepi
75. 3 giugno - 7 giugno 1988: Carpi, Modena, Fiorano, Fidenza, Piacenza, Castel San Giovanni, Reggio Emilia, Parma e Bologna (con partenza dall'aeroporto di Roma-Ciampino ed arrivo all'aeroporto di Bologna-Borgo Panigale)
76. 11 giugno - 12 giugno 1988: Messina, Tindari e Reggio Calabria (con partenza dall'aeroporto di Roma-Ciampino)
77. 13 luglio - 22 luglio 1988: Lorenzago di Cadore, Monte Adamello, Col Cumano, Santuario di Pietralba e Stava di Tesero (con partenza dall'aeroporto di Roma-Ciampino ed arrivo all'aeroporto di Treviso-Sant'Angelo)
78. 19 agosto 1988: Albano Laziale
79. 21 agosto 1988: Rocca di Papa
80. 2 settembre - 4 settembre 1988: Torino, Castelnuovo Don Bosco, Colle Don Bosco e Chieri (con partenza dall'aeroporto di Roma-Ciampino)
81. 30 dicembre 1988: Fermo e Porto San Giorgio
82. 21 maggio 1989: Grosseto
83. 25 giugno 1989: Gaeta, Santuario della Madonna della Civita e Formia
84. 12 luglio - 21 luglio 1989: Les Combes d'Introd, Oropa, Pollone, Quart e Torino (con partenza dall'aeroporto di Roma-Ciampino ed arrivo all'aeroporto di Torino-Caselle)
85. 18 settembre 1989: Orte e Trevignano Romano
86. 22 settembre - 24 settembre 1989: Pisa, Cecina, Volterra e Lucca (con partenza dall'aeroporto di Roma-Ciampino)
87. 28 ottobre - 29 ottobre 1989: Taranto e Martina Franca (con partenza dall'aeroporto di Roma-Ciampino ed arrivo all'aeroporto di Taranto-Grottaglie)
88. 18 marzo - 19 marzo 1990: Ivrea, San Benigno Canavese, Scarmagno e Chivasso (con partenza dall'aeroporto di Roma-Ciampino ed arrivo all'aeroporto di Torino-Caselle)
89. 17 giugno 1990: Orvieto
90. 2 luglio 1990: Benevento
91. 11 luglio - 20 luglio 1990: Les Combes d'Introd, Barmasc, Introd e Monte Bianco (con partenza dall'aeroporto di Roma-Ciampino ed arrivo all'aeroporto di Torino-Caselle)
92. 20 settembre 1990: Albano Laziale
93. 22 settembre - 23 settembre 1990: Ferrara, Pomposa, Comacchio e Argenta (con partenza dall'aeroporto di Roma-Ciampino ed arrivo all'aeroporto di Bologna-Borgo Panigale)
94. 14 ottobre 1990: Genova (con partenza dall'aeroporto di Roma-Ciampino)
95. 9 novembre - 13 novembre 1990: Napoli, Torre del Greco, Pozzuoli, Nocera Inferiore, Pagani, Aversa, Trentola-Ducenta, Casapesenna e Lusciano
96. 18 marzo - 19 marzo 1991: San Severino Marche, Camerino, Fabriano e Matelica
97. 27 aprile - 28 aprile 1991: Matera, Pisticci e Potenza (con partenza dall'aeroporto di Roma-Ciampino ed arrivo all'aeroporto di Gioia del Colle)
98. 22 giugno - 23 giugno 1991: Mantova e Castiglione delle Stiviere (con partenza dall'aeroporto di Roma-Ciampino ed arrivo all'aeroporto di Verona-Villafranca)
99. 10 luglio - 19 luglio 1991: Les Combes d'Introd, Susa, Sacra di San Michele e Breuil-Cervinia (con partenza dall'aeroporto di Roma-Ciampino ed arrivo all'aeroporto di Torino-Caselle)
100. 2 settembre 1991: Carpineto Romano
101. 7 settembre - 8 settembre 1991: Vicenza (con partenza dall'aeroporto di Roma-Ciampino)
102. 29 settembre 1991: Le Ferriere
103. 19 marzo 1992: Sorrento e Castellammare di Stabia
104. 30 aprile - 3 maggio 1992: Aquileia, Pordenone, San Vito al Tagliamento, Concordia Sagittaria, Trieste, Gorizia, Gemona del Friuli, Udine e Sacrario militare di Redipuglia (con partenza dall'aeroporto di Roma-Ciampino ed arrivo all'aeroporto di Trieste-Ronchi dei Legionari)
105. 23 maggio - 24 maggio 1992: Nola, Caserta, Santa Maria Capua Vetere e Capua
106. 19 giugno - 21 giugno 1992: Caravaggio, Crema, Lodi, Cremona
107. 17 agosto - 2 settembre 1992: Lorenzago di Cadore e Domegge di Cadore
108. 9 gennaio - 10 gennaio 1993: Assisi
109. 19 marzo 1993: Magliano Sabina, Vescovio, Poggio Mirteto, Abbazia di Farfa e Monterotondo
110. 22 aprile 1993: Genazzano
111. 8 maggio - 10 maggio 1993: Trapani, Erice, Mazara del Vallo, Agrigento e Caltanissetta (con partenza dall'aeroporto di Roma-Ciampino ed arrivo all'aeroporto di Trapani-Birgi)
112. 23 maggio 1993: Cortona
113. 19 giugno - 20 giugno 1993: Macerata, Foligno e Gran Sasso
114. 7 luglio - 16 luglio 1993: Lorenzago di Cadore e Santo Stefano di Cadore (con partenza dall'aeroporto di Roma-Ciampino ed arrivo all'aeroporto di Treviso-Sant'Angelo)
115. 17 settembre 1993: Santuario della Verna e Camaldoli
116. 25 settembre - 26 settembre 1993: Asti ed Isola d'Asti (con partenza dall'aeroporto di Roma-Ciampino ed arrivo all'aeroporto di Torino-Caselle)
117. 17 agosto - 27 agosto 1994: Les Combes d'Introd (con partenza dall'aeroporto di Roma-Ciampino ed arrivo all'aeroporto di Torino-Caselle)
118. 17 settembre - 18 settembre 1994: Lecce (con partenza dall'aeroporto di Roma-Ciampino ed arrivo all'aeroporto di Lecce-Galatina)
119. 4 novembre - 5 novembre 1994: Catania e Siracusa (con partenza dall'aeroporto di Roma-Ciampino ed arrivo all'aeroporto di Catania-Fontanarossa)
120. 10 dicembre 1994: Loreto
121. 19 marzo 1995: Campobasso, Monte Vairano, Castelpetroso e Agnone
122. 29 aprile - 30 aprile 1995: Trento (con partenza dall'aeroporto di Roma-Ciampino ed arrivo all'aeroporto di Verona-Villafranca)
123. 12 luglio - 22 luglio 1995: Les Combes d'Introd (con partenza dall'aeroporto di Roma-Ciampino ed arrivo all'aeroporto di Torino-Caselle)
124. 9 settembre - 10 settembre 1995: Loreto
125. 23 novembre 1995: Palermo (con partenza dall'aeroporto di Roma-Ciampino ed arrivo all'aeroporto di Palermo-Punta Raisi)
126. 30 marzo 1996: Colle di Val d'Elsa
127. 4 maggio - 5 maggio 1996: Como (con partenza dall'aeroporto di Roma-Ciampino ed arrivo all'aeroporto di Bergamo-Orio al Serio)
128. 10 luglio - 23 luglio 1996: Lorenzago di Cadore e Pieve di Cadore (con partenza dall'aeroporto di Roma-Ciampino ed arrivo all'aeroporto di Treviso-Sant'Angelo)
129. 14 agosto 1996: Albano Laziale
130. 9 agosto - 19 agosto 1997: Les Combes d'Introd (con partenza dall'aeroporto di Roma-Ciampino ed arrivo all'aeroporto di Torino-Caselle)
131. 6 settembre 1997: Marino
132. 27 settembre - 28 settembre 1997: Bologna (con partenza dall'aeroporto di Roma-Ciampino ed arrivo all'aeroporto di Bologna-Borgo Panigale)
133. 3 gennaio 1998: Annifo, Cesi ed Assisi
134. 23 maggio - 24 maggio 1998: Vercelli e Torino (con partenza dall'aeroporto di Roma-Ciampino ed arrivo all'aeroporto di Torino-Caselle)
135. 8 luglio - 21 luglio 1998: Lorenzago di Cadore e Borno (con partenza dall'aeroporto di Roma-Ciampino ed arrivo all'aeroporto di Treviso-Sant'Angelo)
136. 18 settembre - 20 settembre 1998: Chiavari e Brescia (con partenza dall'aeroporto di Roma-Ciampino ed arrivo all'aeroporto di Brescia-Ghedi)
137. 30 maggio 1999: Ancona
138. 7 luglio - 20 luglio 1999: Les Combes d'Introd e Quart (con partenza dall'aeroporto di Roma-Ciampino ed arrivo all'aeroporto di Torino-Caselle)
139. 4 settembre 1999: Pontecagnano-Faiano e Salerno
140. 10 luglio - 22 luglio 2000: Les Combes d'Introd (con partenza dall'aeroporto di Roma-Ciampino ed arrivo all'aeroporto di Torino-Caselle)
141. 9 luglio - 20 luglio 2001: Les Combes d'Introd (con partenza dall'aeroporto di Roma-Ciampino ed arrivo all'aeroporto di Torino-Caselle)
142. 16 settembre 2001: Frosinone
143. 24 gennaio 2002: Assisi
144. 5 maggio 2002: Ischia
145. 24 luglio 2003: Gran Sasso
146. 7 ottobre 2003: Pompei
147. 5 luglio - 17 luglio 2004: Les Combes d'Introd (con partenza dall'aeroporto di Roma-Ciampino ed arrivo all'aeroporto di Torino-Caselle)
148. 5 settembre 2004: Loreto

## Per regione d'Italia
Papa Giovanni Paolo II durante il suo pontificato ha visitato almeno una volta tutte le venti regioni d'Italia. Il numero totale delle visite per regione è superiore a 146 in quanto nell'ambito di alcune visite pastorali Giovanni Paolo II si è recato in più regioni.
- Trentanove visite nel Lazio
- Dodici visite nel Veneto (di cui una anche in Lombardia, una anche in Lombardia e nel Trentino-Alto Adige, una anche nel Friuli-Venezia Giulia)
- Undici visite nelle Marche (di cui una anche in Abruzzo)
- Undici visite in Umbria
- Undici visite in Valle d'Aosta (di cui due anche in Piemonte)
- Dieci visite in Campania (di cui una anche in Basilicata)
- Dieci visite in Lombardia (di cui una anche in Piemonte, una anche in Trentino-Alto Adige e in Veneto, una anche in Liguria)
- Nove visite in Toscana
- Otto visite in Piemonte (di cui due anche in Valle d'Aosta e una anche in Lombardia)
- Sette visite in Abruzzo (di cui una anche nelle Marche e una anche in Molise)
- Sei visite in Emilia-Romagna
- Cinque visite in Puglia
- Cinque visite in Sicilia (di cui una anche in Calabria)
- Tre visite in Liguria (di cui una anche in Lombardia)
- Due visite in Basilicata (di cui una anche in Campania)
- Due visite in Calabria (di cui una anche in Sicilia)
- Due visite in Molise (di cui una anche in Abruzzo)
- Due visite in Trentino-Alto Adige (di cui una anche in Lombardia e in Veneto)
- Una visita in Friuli-Venezia Giulia (durante la quale si è recato anche in Veneto)
- Una visita in Sardegna